# 5891 Gehrig
5891 Gehrig eller 1981 SM är en asteroid i huvudbältet som upptäcktes den 22 september 1981 av den tjeckiske astronomen Antonín Mrkos vid Kleť-observatoriet i Tjeckien. Den är uppkallad efter amerikanske basebollspelaren Lou Gehrig.
Asteroiden har en diameter på ungefär 5 kilometer.